# Aborichthys garoensis
Aborichthys garoensis är en fiskart som beskrevs av Hora 1925. Aborichthys garoensis ingår i släktet Aborichthys och familjen grönlingsfiskar. IUCN kategoriserar arten globalt som sårbar. Inga underarter finns listade i Catalogue of Life.